# توماس كونو
توماس كونو هو سياسي نرويجي، ولد في 10 أكتوبر 1796 في برغن في النرويج، وتوفي في 10 أكتوبر 1881 في كريستيانية ‏ في النرويج. انتخب عضو برلمان النرويج ‏ عن دائرة  خلال فترته النيابية ‏ (1839 – 1841) وانتخب member of the Norwegian Constitutional Assembly ‏ عن دائرة القوة البحرية الملكية النرويجية (10 أبريل 1814 – 20 مايو 1814).